# Мала Весь (Равський повіт)
Мала Весь (пол. Mała Wieś) — село в Польщі, у гміні Цельондз Равського повіту Лодзинського воєводства.
Населення — 190 осіб (2011).
У 1975-1998 роках село належало до Скерневицького воєводства.

## Демографія
Демографічна структура станом на 31 березня 2011 року:
|          | Загалом | Допрацездатний вік | Працездатний вік | Постпрацездатний вік |
| -------- | ------- | ------------------ | ---------------- | -------------------- |
| Чоловіки | 98      | 20                 | 63               | 15                   |
| Жінки    | 92      | 22                 | 39               | 31                   |
| Разом    | 190     | 42                 | 102              | 46                   |